# Villar-en-Val
Villar-en-Val é uma comuna francesa na região administrativa de Occitânia, no departamento de Aude. Estende-se por uma área de 11,42 km². Em 2010 a comuna tinha 26 habitantes (densidade: 2,3 hab./km²).